# CA Brive-ASM Clermont Auvergne en rugby à XV
Cet article retrace l'historique détaillé des confrontations entre les deux clubs français de rugby à XV du CA Brive et de l'ASM Clermont Auvergne. Ces confrontations, opposant les Coujous aux Jaunards donnent traditionnellement lieu au derby du Massif central dans le cadre du championnat de France.

## Historique

### Les débuts
Au début du XXe siècle, le rugby fait son apparition dans le Massif Central. Plusieurs clubs sont créés dans les plus grandes villes ; le Stade aurillacois et le SC Tulle voient le jour en 1904. Le CA Brive est créé officiellement le 20 mars 1910. Il naît de la fusion de deux clubs rivaux, le Football club briviste et le Stade Gaillard. Un an plus tard, la firme Michelin, à l'initiative de son dirigeant Marcel Michelin, créé l'Association sportive Michelin, association ayant pour but l'épanouissement des ouvriers de l'entreprise. Les deux clubs sont donc fondés quasiment à la même époque, mais ne sont pas pour autant les plus anciens. La première confrontation a lieu à Montferrand le 16 janvier 1927. Brive ne parviendra jamais à s'imposer face aux Clermontois avant-guerre.

### Une affiche de phases finales
Les premières rencontres à enjeu entre les deux clubs n'apparaissent qu'après-guerre. Il y a un quart de finale de Championnat de France en 1949 à Limoges, qui voit le CA Brive s'imposer pour la première fois face à l'ASM, et par là même d'accéder, également pour la première fois de son histoire, aux demi-finales du Championnat. Un an plus tard, l'ASM prend sa revanche sur la pelouse du stade Jean-Alric d'Aurillac. En 1955, Brive est relégué et ne retrouve l'élite que deux ans plus tard, après avoir été champion de France de deuxième division. On assiste les années suivantes à des rencontres de poules dans le cadre du Challenge Yves du Manoir.
Le CAB retrouve finalement l'élite en 1957, avec un titre de champion de France de 2e division. En quelques saisons, il se hisse parmi les meilleurs clubs hexagonaux, avec une finale de Challenge Yves du Manoir en 1963, puis une finale de Championnat en 1965, toutes deux face au SU Agen. À partir de cette époque, le destin des deux clubs est quasi similaires : aucun d'entre eux ne parvient à remporter le Bouclier de Brennus, malgré de très nombreuses finales et un jeu de qualité. Avec l'US Dax, ils sont surnommés les « maudits du Brennus ». On retient de cette époque le plus large succès coujou de l'histoire du derby, en octobre 1974, sur le score de 42-0.
Au partir de la fin des années 1970, c'est Montferrand qui prend l'ascendant sur son rival dans les confrontations. Il élimine Brive deux fois en phases finales du Championnat, en 1981 et 1985. Lors de ce dernier exercice, les deux clubs se rencontrent en poules et huitièmes de finale aller et retour. Brive est largement dominé et ne remporte qu'un seul match.
La tendance va toutefois s'inverser en 1988, avec un nouvel épisode en huitième de finale du Championnat. Brive signe un très gros coup en gagnant au Michelin puis assoie sa qualification au Stadium peu après. Le derby va connaître un bel équilibre pendant environ dix ans, à une période où les deux équipes jouent chacune une finale de Championnat. En 1995, Patrick Sébastien arrive à la présidence du CAB. Le 25 janvier 1997, il conduit son club au plus bel exploit de son histoire en remportant la Coupe d'Europe à Cardiff. L'histoire retiendra que Brive étrennera son titre de champion d'Europe face à son éternel rival Auvergnat, une semaine plus tard.

### Le derby des extrêmes (depuis 2000)
La fin des années 1990 et le début des années 2000 marque une époque où le derby devient une affiche déséquilibrée, et où Brive n'a plus jamais eu la suprématie globale.
Le 25 avril 1999 est une date clé dans la saga. Ce jour-là, Brive est étrillé à Marcel-Michelin 60-31. L'ampleur du score est cataclysmique dans le camp briviste, elle contribuera à la démission de Patrick Sébastien. En 2000, les deux équipes se rencontrent dans un barrage lors du Championnat : Brive est à nouveau écrasé, 41-23. Il s'agit à ce jour de la dernière rencontre couperet ayant opposé les deux clubs en Championnat.
Brive poursuit sa chute et tombera en deuxième division la saison suivante, avec une nouvelle déroute, dans son antre du Stadium 37-9.  En 2003, les brivistes retrouvent l'élite, et parviennent à gagner au Michelin, profitant de l'absence des internationaux montferrandais, retenus à la Coupe du Monde.  
En 2006, l'arrivée de Vern Cotter à la tête de l'ASM inaugure une période de domination des Asémistes sur le rugby français et européen. En 2010, Clermont est le premier des deux à être sacré champion de France. Après un bref retour de Patrick Sébastien à sa présidence, Brive est à nouveau relégué en 2012. Un an plus tard, les deux clubs disputent chacun une finale, à un jour d'intervalle. Le 18 mai 2013, les Auvergnats sont battus en Coupe d'Europe par Toulon, tandis que le 19, les Limousins remportent la finale d'accession de Pro D2, assurant leur remontée en Top 14.
À partir de la saison 2013-2014, le derby du Massif Central est donc redevenu un classique du Top 14. Pour son retour au Michelin fin octobre 2013, le CAB repart avec le point de bonus défensif, une première depuis huit saisons. La manche retour verra ce qui est le dernier succès briviste dans l'histoire du derby jusqu'en 2017. Durant l'ère Vern Cotter, les confrontations seront jalonnées par la classe de l'ailier Fidjien Napolioni Nalaga, qui a marqué de nombreux essais aux Corréziens lors de sa carrière Clermontoise.
L'ASM va reprendre le contrôle total des derbies à partir de 2014, en s'imposant trois fois de suite sur la pelouse de son rival. Durant cette période, les Jaunards sont la seule équipe de Top 14 avec Toulon qui réussit à gagner dans l'enceinte corrézienne. Les Blanc et Noir voient ainsi deux longues séries d'invincibilité à domicile en Championnat être brisées par l'ASM.
Le 100e derby du Massif Central a été remporté par le CA Brive au stade Marcel-Michelin (21-26). Les Brivistes n'avaient plus gagné à Clermont-Ferrand depuis le 25 octobre 2003 mettant ainsi fin à la suprématie auvergnate.

## Autour du derby
Vu de l'extérieur, l'appellation de derby est contestable, si l'on se réfère à la distance, de 180 kilomètres, qui sépare les deux équipes. D'ailleurs, lors des premières confrontation, cette affiche n'était pas considérée comme le match le plus attendu par les deux protagonistes. À l'époque du rugby amateur, de nombreux clubs composaient le paysage rugbystique local . Ainsi, le club de la cité gaillarde livrait son plus gros combat contre le SC Tulle. Le club de la préfecture de son département, très puissant dans les Trente Glorieuses, fut quatre fois quart de finaliste du Championnat, dont une face à ces mêmes Brivistes, dans un match resté épique, disputé justement sur la pelouse de Marcel-Michelin. Quant aux Montferrandais d'alors, ils devaient ferrailler face à des clubs comme la JA Vichy et le Stade aurillacois pour assurer leur domination sur l'Auvergne. La rivalité devint plus marquée quand seuls les deux clubs restèrent présents dans l'élite. Elle connut un début de notoriété à partir de 1976, lors d'un quart de finale joué au Parc Lescure de Bordeaux.
Pour autant, on peut mettre en avant plusieurs similitudes qui rapprochent le CA Brive et l'ASM Clermont. Chacun possède le statut de club-phare de sa région historique. De plus, lors de la réforme territoriale de 2015 entraînant la création des Grandes Régions Nouvelle-Aquitaine et Auvergne-Rhône-Alpes, de nouvelles affiches pourraient être considérées comme des derbies. Brive fait désormais partie du même ensemble que Bordeaux Bègles, La Rochelle ou Bayonne, et Clermont a pour homologues des clubs comme Lyon, Grenoble ou Oyonnax. Ce n'est pas le cas, car le Limousin et l'Auvergne possèdent des points communs dans de nombreux secteurs, en particulier surtout celui de l'agriculture, qui tient un rôle économique important. Ce sont aussi des régions qui ont longtemps été délaissées par le désenclavement autoroutier. Dans ce domaine, les agglomérations clermontoise et briviste jouissent d'un équipement commun depuis les années 2000: l'autoroute A89, également appelée l'Autoroute des Présidents, car située sur ou à proximité des fiefs électoraux de quatre Présidents de la République (Georges Pompidou, Valéry Giscard d'Estaing, Jacques Chirac et François Hollande). Comme un symbole, le Viaduc du Chavanon, marquant la limite des deux régions sur l'axe autoroutier, fut inauguré en mars 2000 par Jacques Chirac. On peut mettre en avant des similitudes au niveau de la presse régionale, car le journal La Montagne, dont le siège est à Clermont-Ferrand, est également diffusé dans la cité Gaillarde. D'autre part, un partenaire de longue date des deux clubs, Crédit Agricole, a sa caisse régionale Centre France commune aux départements du Puy-de-Dôme et de la Corrèze.
Aujourd'hui, avec le rugby professionnel et la présence de forts contingents de joueurs étrangers dans tous les clubs, la saveur du derby s'est quelque peu estompée sur le terrain. Néanmoins, dans les deux camps, les joueurs ont bien conscience de l'importance de cette affiche dans une saison. Le derby reste vécu passionnément dans les tribunes.
Les deux matches de l'année civile 2015 sont disputés dans un contexte très particulier. Le premier a lieu le 10 janvier au stade Marcel-Michelin, soit trois jours après l'attentat meurtrier contre Charlie Hebdo. Quant au second, il se déroule dans un pays en état d'urgence après les attentats du 13 novembre.
En mars 2020, la crise sanitaire liée au coronavirus qui secouait la France a entraîné l'instauration du confinement général. La saison régulière de Top 14 fut contrainte de s'interrompre après seulement 17 journées. La manche retour du derby ne put avoir lieu cette saison-là.

## Confrontations
| No  | Date              | Lieu                                      | Match                            | Score   | Compétition                                   |
| --- | ----------------- | ----------------------------------------- | -------------------------------- | ------- | --------------------------------------------- |
| 1   | 16 janvier 1927   | Stade Marcel-Michelin, Clermont-Ferrand   | AS Montferrand – CA Brive        | 35 – 0  | Championnat 1926-1927                         |
| 2   | 25 octobre 1936   | Stade Marcel-Michelin, Clermont-Ferrand   | AS Montferrand – CA Brive        | 13 – 5  | Challenge Yves du Manoir                      |
| 3   | 10 octobre 1937   | Stade Marcel-Michelin, Clermont-Ferrand   | AS Montferrand – CA Brive        | 10 – 3  | Challenge Yves du Manoir                      |
| 4   | 16 octobre 1938   | Stade Marcel-Michelin, Clermont-Ferrand   | AS Montferrand – CA Brive        | 13 – 3  | Challenge Yves du Manoir                      |
| 5   | 8 janvier 1939    | Stadium, Brive-la-Gaillarde               | CA Brive – AS Montferrand        | 0 – 0   | Championnat 1938-1939                         |
| 6   | 24 avril 1949     | Stade municipal de Beaublanc, Limoges     | CA Brive – AS Montferrand        | 8 – 0   | Championnat 1948-1949 (quart de finale)       |
| 7   | 5 mars 1950       | Stade Jean-Alric, Aurillac                | AS Montferrand – CA Brive        | 15 – 12 | Championnat 1949-1950 (16e de finale)         |
| 8   | 15 octobre 1950   | Stadium, Brive-la-Gaillarde               | CA Brive – AS Montferrand        | 19 – 8  | Match amical                                  |
| 9   | 22 octobre 1950   | Stade Marcel-Michelin, Clermont-Ferrand   | AS Montferrand – CA Brive        | 8 – 9   | Match amical                                  |
| 10  | 9 janvier 1955    | Stadium, Brive-la-Gaillarde               | CA Brive – AS Montferrand        | 8 – 14  | Challenge Yves du Manoir                      |
| 11  | 17 novembre 1957  | Stade Alexandre-Cueille, Tulle            | CA Brive – AS Montferrand        | 6 – 3   | Championnat 1957-1958                         |
| 12  | 2 février 1958    | Stade Marcel-Michelin, Clermont-Ferrand   | AS Montferrand – CA Brive        | 16 – 0  | Championnat 1957-1958                         |
| 13  | 1er janvier 1961  | Stadium, Brive-la-Gaillarde               | CA Brive – AS Montferrand        | 14 – 0  | Challenge Yves du Manoir                      |
| 14  | 24 mars 1963      | Stade Marcel-Michelin, Clermont-Ferrand   | AS Montferrand – CA Brive        | 17 – 13 | Challenge Yves du Manoir                      |
| 15  | 27 septembre 1964 | Stade Marcel-Michelin, Clermont-Ferrand   | AS Montferrand – CA Brive        | 0 – 18  | Challenge Yves du Manoir                      |
| 16  | 13 mars 1966      | Stadium, Brive-la-Gaillarde               | CA Brive – AS Montferrand        | 14 – 11 | Challenge Yves du Manoir                      |
| 17  | 18 septembre 1966 | Stadium, Brive-la-Gaillarde               | CA Brive – AS Montferrand        | 30 – 5  | Challenge Yves du Manoir                      |
| 18  | 17 septembre 1967 | Stadium, Brive-la-Gaillarde               | CA Brive – AS Montferrand        | 28 – 12 | Challenge Yves du Manoir                      |
| 19  | 22 décembre 1968  | Stade Marcel-Michelin, Clermont-Ferrand   | AS Montferrand – CA Brive        | 21 – 3  | Challenge Yves du Manoir                      |
| 20  | 16 mars 1969      | Stade Mayol, Toulon                       | CA Brive – AS Montferrand        | 12 – 9  | Challenge Yves du Manoir (quart de finale)    |
| 21  | 24 décembre 1972  | Stadium, Brive-la-Gaillarde               | CA Brive – AS Montferrand        | 13 – 16 | Challenge Jules Cadenat                       |
| 22  | 1er avril 1973    | Stade olympique Yves-du-Manoir, Colombes  | CA Brive – AS Montferrand        | 18 – 9  | Championnat 1972-1973 (8e de finale)          |
| 23  | 16 mai 1973       | Stade Marcel-Michelin, Clermont-Ferrand   | AS Montferrand – CA Brive        | 31 – 21 | Challenge Jules Cadenat (demi-finale)         |
| 24  | 12 octobre 1974   | Stadium, Brive-la-Gaillarde               | CA Brive – AS Montferrand        | 42 – 0  | Challenge Jules Cadenat                       |
| 25  | 5 octobre 1975    | Stadium, Brive-la-Gaillarde               | CA Brive – AS Montferrand        | 7 – 7   | Championnat 1975-1976                         |
| 26  | 4 janvier 1976    | Stade Marcel-Michelin, Clermont-Ferrand   | AS Montferrand – CA Brive        | 32 – 10 | Championnat 1975-1976                         |
| 27  | 5 avril 1976      | Stade Jacques-Chaban-Delmas, Bordeaux     | CA Brive – AS Montferrand        | 3 – 0   | Championnat 1975-1976 (quart de finale)       |
| 28  | 6 novembre 1977   | Stade Marcel-Michelin, Clermont-Ferrand   | AS Montferrand – CA Brive        | 42 – 35 | Challenge Jules Cadenat (8e de finale aller)  |
| 29  | 19 novembre 1977  | Stadium, Brive-la-Gaillarde               | CA Brive – AS Montferrand        | 32 – 22 | Challenge Jules Cadenat (8e de finale retour) |
| 30  | 29 octobre 1978   | Stade Marcel-Michelin, Clermont-Ferrand   | AS Montferrand – CA Brive        | 26 – 11 | Championnat 1978-1979                         |
| 31  | 4 février 1979    | Stadium, Brive-la-Gaillarde               | CA Brive – AS Montferrand        | 6 – 6   | Championnat 1978-1979                         |
| 32  | 6 septembre 1980  | Stadium, Brive-la-Gaillarde               | CA Brive – AS Montferrand        | 12 – 4  | Challenge Yves du Manoir                      |
| 33  | 1er février 1981  | Stade Marcel-Michelin, Clermont-Ferrand   | AS Montferrand – CA Brive        | 31 – 16 | Challenge Yves du Manoir                      |
| 34  | 3 mai 1981        | Stade de Gerland, Lyon                    | AS Montferrand – CA Brive        | 6 – 3   | Championnat 1980-1981 (quart de finale)       |
| 35  | 15 septembre 1984 | Stadium, Brive-la-Gaillarde               | CA Brive – AS Montferrand        | 6 – 21  | Championnat 1984-1985                         |
| 36  | 16 décembre 1984  | Stade Marcel-Michelin, Clermont-Ferrand   | AS Montferrand – CA Brive        | 22 – 15 | Championnat 1984-1985                         |
| 37  | 27 avril 1985     | Stade municipal de Beaublanc, Limoges     | CA Brive – AS Montferrand        | 31 – 28 | Championnat 1984-1985 (8e de finale aller)    |
| 38  | 5 mai 1985        | Vichy                                     | AS Montferrand – CA Brive        | 23 – 6  | Championnat 1984-1985 (8e de finale retour)   |
| 39  | 31 août 1985      | Stadium, Brive-la-Gaillarde               | CA Brive – AS Montferrand        | 21 – 6  | Challenge Yves du Manoir                      |
| 40  | 27 octobre 1985   | Stade Marcel-Michelin, Clermont-Ferrand   | AS Montferrand – CA Brive        | 35 – 7  | Challenge Yves du Manoir                      |
| 41  | 12 octobre 1986   | Stade Marcel-Michelin, Clermont-Ferrand   | AS Montferrand – CA Brive        | 32 – 21 | Championnat 1986-1987                         |
| 42  | 28 mars 1987      | Stadium, Brive-la-Gaillarde               | CA Brive – AS Montferrand        | 9 – 6   | Championnat 1986-1987                         |
| 43  | 22 août 1987      | Stade Marcel-Michelin, Clermont-Ferrand   | AS Montferrand – CA Brive        | 22 – 6  | Challenge Yves du Manoir                      |
| 44  | 29 août 1987      | Stadium, Brive-la-Gaillarde               | CA Brive – AS Montferrand        | 13 – 18 | Challenge Yves du Manoir                      |
| 45  | 24 avril 1988     | Stade Marcel-Michelin, Clermont-Ferrand   | AS Montferrand – CA Brive        | 12 – 15 | Championnat 1988-1988 (8e de finale aller)    |
| 46  | 1er mai 1988      | Stadium, Brive-la-Gaillarde               | CA Brive – AS Montferrand        | 24 – 13 | Championnat 1988-1988 (8e de finale retour)   |
| 47  | 16 août 1989      | Stadium, Brive-la-Gaillarde               | CA Brive – AS Montferrand        | 9 – 25  | Challenge Yves du Manoir                      |
| 48  | 23 août 1989      | Stade Marcel-Michelin, Clermont-Ferrand   | AS Montferrand – CA Brive        | 33 – 3  | Challenge Yves du Manoir                      |
| 49  | 18 août 1990      | Stade Marcel-Michelin, Clermont-Ferrand   | AS Montferrand – CA Brive        | 27 – 23 | Challenge Yves du Manoir                      |
| 50  | 20 octobre 1990   | Stadium, Brive-la-Gaillarde               | CA Brive – AS Montferrand        | 18 – 18 | Challenge Yves du Manoir                      |
| 51  | 24 août 1991      | Stadium, Brive-la-Gaillarde               | CA Brive – AS Montferrand        | 30 – 6  | Challenge Yves du Manoir                      |
| 52  | 13 octobre 1991   | Stade Marcel-Michelin, Clermont-Ferrand   | AS Montferrand – CA Brive        | 13 – 25 | Challenge Yves du Manoir                      |
| 53  | 2 octobre 1993    | Stadium, Brive-la-Gaillarde               | CA Brive – AS Montferrand        | 36 – 10 | Championnat 1993-1994                         |
| 54  | 19 décembre 1993  | Stade Marcel-Michelin, Clermont-Ferrand   | AS Montferrand – CA Brive        | 16 – 6  | Championnat 1993-1994                         |
| 55  | 16 octobre 1994   | Stadium, Brive-la-Gaillarde               | CA Brive – AS Montferrand        | 15 – 13 | Championnat 1994-1995                         |
| 56  | 11 décembre 1994  | Stade Marcel-Michelin, Clermont-Ferrand   | AS Montferrand – CA Brive        | 16 – 12 | Championnat 1994-1995                         |
| 57  | 9 septembre 1995  | Stade Marcel-Michelin, Clermont-Ferrand   | AS Montferrand – CA Brive        | 17 – 12 | Championnat 1995-1996                         |
| 58  | 17 décembre 1995  | Stadium, Brive-la-Gaillarde               | CA Brive – AS Montferrand        | 13 – 9  | Championnat 1995-1996                         |
| 59  | 14 janvier 1996   | Stade Jean-Alric, Aurillac                | CA Brive – AS Montferrand        | 12 – 9  | Challenge Yves du Manoir(demi-finale)         |
| 60  | 14 septembre 1996 | Stade Marcel-Michelin, Clermont-Ferrand   | AS Montferrand – CA Brive        | 37 – 27 | Championnat 1996-1997                         |
| 61  | 2 février 1997    | Stadium, Brive-la-Gaillarde               | CA Brive – AS Montferrand        | 12 – 12 | Championnat 1996-1997                         |
| 62  | 14 décembre 1997  | Stadium, Brive-la-Gaillarde               | CA Brive – AS Montferrand        | 27 – 26 | Championnat 1997-1998                         |
| 63  | 21 mars 1998      | Stade Marcel-Michelin, Clermont-Ferrand   | AS Montferrand – CA Brive        | 18 – 13 | Championnat 1997-1998                         |
| 64  | 27 mars 1999      | Stadium, Brive-la-Gaillarde               | CA Brive – AS Montferrand        | 28 – 18 | Championnat 1998-1999                         |
| 65  | 25 avril 1999     | Stade Marcel-Michelin, Clermont-Ferrand   | AS Montferrand – CA Brive        | 60 – 31 | Championnat 1998-1999                         |
| 66  | 17 août 1999      | Stade Amédée-Domenech, Brive-la-Gaillarde | CA Brive – AS Montferrand        | 45 – 17 | Coupe de France                               |
| 67  | 20 octobre 1999   | Stade Marcel-Michelin, Clermont-Ferrand   | AS Montferrand – CA Brive        | 46 – 3  | Coupe de France                               |
| 68  | 24 juin 2000      | Stade municipal de Beaublanc, Limoges     | AS Montferrand – CA Brive        | 41 – 23 | Championnat 1999-2000 (barrage)               |
| 69  | 1er décembre 2000 | Stade Marcel-Michelin, Clermont-Ferrand   | AS Montferrand – CA Brive        | 46 – 35 | Championnat 2000-2001                         |
| 70  | 15 avril 2001     | Stade Amédée-Domenech, Brive-la-Gaillarde | CA Brive – AS Montferrand        | 9 – 37  | Championnat 2000-2001                         |
| 71  | 10 novembre 2001  | Stade Amédée-Domenech, Brive-la-Gaillarde | CA Brive – AS Montferrand        | 41 – 21 | Coupe de la Ligue (16e de finale aller)       |
| 72  | 25 novembre 2001  | Stade Marcel-Michelin, Clermont-Ferrand   | AS Montferrand – CA Brive        | 47 – 3  | Coupe de la Ligue (16e de finale retour)      |
| 73  | 25 octobre 2003   | Stade Marcel-Michelin, Clermont-Ferrand   | AS Montferrand – CA Brive        | 7 – 21  | Top 16 2003-2004                              |
| 74  | 2 novembre 2003   | Stade Amédée-Domenech, Brive-la-Gaillarde | CA Brive – AS Montferrand        | 23 – 19 | Challenge Sud Radio (quart de finale)         |
| 75  | 13 mars 2004      | Stade Amédée-Domenech, Brive-la-Gaillarde | CA Brive – AS Montferrand        | 8 – 10  | Top 16 2003-2004                              |
| 76  | 6 novembre 2004   | Stade Amédée-Domenech, Brive-la-Gaillarde | CA Brive – ASM Clermont Auvergne | 28 – 12 | Top 16 2004-2005                              |
| 77  | 29 avril 2005     | Stade Marcel-Michelin, Clermont-Ferrand   | ASM Clermont Auvergne – CA Brive | 46 – 10 | Top 16 2004-2005                              |
| 78  | 12 novembre 2005  | Stade Marcel-Michelin, Clermont-Ferrand   | ASM Clermont Auvergne – CA Brive | 15 – 11 | Top 14 2005-2006                              |
| 79  | 29 avril 2006     | Stade Amédée-Domenech, Brive-la-Gaillarde | CA Brive – ASM Clermont Auvergne | 29 – 14 | Top 14 2005-2006                              |
| 80  | 14 octobre 2006   | Stade Marcel-Michelin, Clermont-Ferrand   | ASM Clermont Auvergne – CA Brive | 44 – 3  | Top 14 2006-2007                              |
| 81  | 5 mai 2007        | Stade Amédée-Domenech, Brive-la-Gaillarde | CA Brive – ASM Clermont Auvergne | 28 – 22 | Top 14 2006-2007                              |
| 82  | 16 février 2008   | Stade Amédée-Domenech, Brive-la-Gaillarde | CA Brive – ASM Clermont Auvergne | 9 – 11  | Top 14 2007-2008                              |
| 83  | 23 mai 2008       | Stade Marcel-Michelin, Clermont-Ferrand   | ASM Clermont Auvergne – CA Brive | 38 – 7  | Top 14 2007-2008                              |
| 84  | 15 novembre 2008  | Stade Amédée-Domenech, Brive-la-Gaillarde | CA Brive – ASM Clermont Auvergne | 18 – 16 | Top 14 2008-2009                              |
| 85  | 18 avril 2009     | Stade Marcel-Michelin, Clermont-Ferrand   | ASM Clermont Auvergne – CA Brive | 52 – 7  | Top 14 2008-2009                              |
| 86  | 28 août 2009      | Stade Amédée-Domenech, Brive-la-Gaillarde | CA Brive – ASM Clermont Auvergne | 9 – 9   | Top 14 2009-2010                              |
| 87  | 30 décembre 2009  | Stade Marcel-Michelin, Clermont-Ferrand   | ASM Clermont Auvergne – CA Brive | 52 – 10 | Top 14 2009-2010                              |
| 88  | 28 août 2010      | Stade Marcel-Michelin, Clermont-Ferrand   | ASM Clermont Auvergne – CA Brive | 33 – 9  | Top 14 2010-2011                              |
| 89  | 7 janvier 2011    | Stade Amédée-Domenech, Brive-la-Gaillarde | CA Brive – ASM Clermont Auvergne | 29 – 22 | Top 14 2010-2011                              |
| 90  | 12 août 2011      | Stade Alexandre-Cueille, Tulle            | CA Brive – ASM Clermont Auvergne | 10 – 47 | Match amical                                  |
| 91  | 23 décembre 2011  | Stade Amédée-Domenech, Brive-la-Gaillarde | CA Brive – ASM Clermont Auvergne | 6 – 9   | Top 14 2011-2012                              |
| 92  | 12 mai 2012       | Stade Marcel-Michelin, Clermont-Ferrand   | ASM Clermont Auvergne – CA Brive | 57 – 14 | Top 14 2011-2012                              |
| 93  | 25 octobre 2013   | Stade Marcel-Michelin, Clermont-Ferrand   | ASM Clermont Auvergne – CA Brive | 36 – 29 | Top 14 2013-2014                              |
| 94  | 28 mars 2014      | Stade Amédée-Domenech, Brive-la-Gaillarde | CA Brive – ASM Clermont Auvergne | 26 – 24 | Top 14 2013-2014                              |
| 95  | 23 août 2014      | Stade Amédée-Domenech, Brive-la-Gaillarde | CA Brive – ASM Clermont Auvergne | 6 – 21  | Top 14 2014-2015                              |
| 96  | 10 janvier 2015   | Stade Marcel-Michelin, Clermont-Ferrand   | ASM Clermont Auvergne – CA Brive | 44 – 20 | Top 14 2014-2015                              |
| 97  | 6 décembre 2015   | Stade Amédée-Domenech, Brive-la-Gaillarde | CA Brive – ASM Clermont Auvergne | 21 – 26 | Top 14 2015-2016                              |
| 98  | 12 mars 2016      | Stade Marcel-Michelin, Clermont-Ferrand   | ASM Clermont Auvergne – CA Brive | 25 – 6  | Top 14 2015-2016                              |
| 99  | 30 octobre 2016   | Stade Amédée-Domenech, Brive-la-Gaillarde | CA Brive – ASM Clermont Auvergne | 16 – 40 | Top 14 2016-2017                              |
| 100 | 8 avril 2017      | Stade Marcel-Michelin, Clermont-Ferrand   | ASM Clermont Auvergne – CA Brive | 21 – 26 | Top 14 2016-2017                              |
| 101 | 9 septembre 2017  | Stade Marcel-Michelin, Clermont-Ferrand   | ASM Clermont Auvergne – CA Brive | 62 – 6  | Top 14 2017-2018                              |
| 102 | 10 mars 2018      | Stade Amédée-Domenech, Brive-la-Gaillarde | CA Brive – ASM Clermont Auvergne | 9 – 11  | Top 14 2017-2018                              |
| 103 | 8 septembre 2019  | Stade Amédée-Domenech, Brive-la-Gaillarde | CA Brive – ASM Clermont Auvergne | 28 – 21 | Top 14 2019-2020                              |
| 104 | 31 octobre 2020   | Stade Amédée-Domenech, Brive-la-Gaillarde | CA Brive – ASM Clermont Auvergne | 21 – 43 | Top 14 2020-2021                              |
| 105 | 1er mai 2021      | Stade Marcel-Michelin, Clermont-Ferrand   | ASM Clermont Auvergne – CA Brive | 37 – 27 | Top 14 2020-2021                              |
| 106 | 12 février 2022   | Stade Amédée-Domenech, Brive-la-Gaillarde | CA Brive – ASM Clermont Auvergne | 27 – 20 | Top 14 2021-2022                              |
| 107 | 2 avril 2022      | Stade Marcel-Michelin, Clermont-Ferrand   | ASM Clermont Auvergne – CA Brive | 41 – 10 | Top 14 2021-2022                              |
| 108 | 23 décembre 2022  | Stade Amédée-Domenech, Brive-la-Gaillarde | CA Brive – ASM Clermont Auvergne | 20 – 16 | Top 14 2022-2023                              |
| 109 | 25 mars 2023      | Stade Marcel-Michelin, Clermont-Ferrand   | ASM Clermont Auvergne – CA Brive | 38 – 10 | Top 14 2022-2023                              |

## Statistiques
- Matchs invaincus :
  - Brive : 4 (4 ans)
  - Clermont : 5 (3 ans)
- Total :
  - Nombre de rencontres : 109
  - Premier match gagné par les Brivistes : 24 avril 1949
  - Premier match gagné par les Clermontois : 16 janvier 1927
  - Dernier match gagné par les Brivistes : 23 décembre 2022
  - Dernier match gagné par les Clermontois: 25 mars 2023
  - Plus grand nombre de points marqués par les Brivistes : 42 points le 12 octobre 1974 (gagné)
  - Plus grand nombre de points marqués par les Clermontois : 62 points le 9 septembre 2017 (gagné)
  - Plus grande différence de points dans un match gagné par les Brivistes : +42 le 12 octobre 1974
  - Plus grande différence de points dans un match gagné par les Clermontois : +56 le 9 septembre 2017